# Lâm Minh Chiến
Lâm Minh Chiến là Trung tướng Công an nhân dân Việt Nam. Ông từng là Phó Tổng cục trưởng Tổng cục Cảnh sát Quản lý Hành chính về trật tự an toàn xã hội, Bộ Công an Việt Nam, Giám đốc Công an tỉnh Bà Rịa – Vũng Tàu.

## Tiểu sử
Lâm Minh Chiến là con trai út của bà Võ Thị Nở (1914-2012), trú tại xã Hắc Dịch, huyện Tân Thành (cũ, nay là thị xã Phú Mỹ), tỉnh Bà Rịa – Vũng Tàu.
Ngày 22 tháng 2 năm 2007, Đại tá Lâm Minh Chiến, Giám đốc Công an tỉnh Bà Rịa – Vũng Tàu, được trao quyết định điều động bổ nhiệm có thời hạn chức vụ Phó Tổng cục trưởng Tổng cục Cảnh sát bắt đầu từ ngày 1 tháng 3 năm 2007.
Ngày 25 tháng 4 năm 2007, Đại tá Lâm Minh Chiến, Phó Tổng cục trưởng Tổng cục Cảnh sát, Bộ Công an được Thủ tướng Chính phủ Việt Nam Nguyễn Tấn Dũng thăng quân hàm Thiếu tướng Công an nhân dân Việt Nam.
Ngày 10 tháng 9 năm 2007, Lâm Minh Chiến được Thủ tướng Chính phủ Việt Nam Nguyễn Tấn Dũng phê chuẩn miễn nhiệm chức danh Ủy viên Ủy ban nhân dân tỉnh Bà Rịa-Vũng Tàu nhiệm kỳ 2004-2009.
Từ tháng 11 năm 2010 đến tháng 8 năm 2011, ông là Thiếu tướng Công an nhân dân Việt Nam, Phó tổng cục trưởng tổng cục Cảnh sát quản lý hành chính về trật tự an toàn xã hội Bộ Công an.
Tháng 1 năm 2012, Lâm Minh Chiến là Trung tướng Công an nhân dân Việt Nam, Phó Tổng cục trưởng Tổng cục Cảnh sát Quản lý Hành chính về trật tự an toàn xã hội, Bộ Công an Việt Nam.

## Phong tặng

### Lịch sử thụ phong quân hàm
- Thiếu tướng Công an nhân dân Việt Nam (thụ phong 25/4/2007)
- Trung tướng Công an nhân dân Việt Nam (khoảng 8/2011~1/2012)